# Festuca schisticola
Festuca schisticola är en gräsart som beskrevs av Jean Jacques Vetter. Festuca schisticola ingår i släktet svinglar, och familjen gräs. Inga underarter finns listade i Catalogue of Life.